# Tree of Life Web Project
Tree of Life Web Project (Веб-проїкт «Дерево життя», ToL) — інтернет-проєкт, що надає інформацію про різноманітність і філогенію життя на Землі.
Цей спільний рецензований проєкт розпочався в 1995 році, і написаний біологами з усього світу. Сайт не оновлювався з 2011 року, але сторінки все одно доступні.
Сторінки пов'язані ієрархічно, у формі гіллястого еволюційного дерева життя, організованого кладистично. Кожна сторінка містить інформацію про одну конкретну групу організмів і організована відповідно до розгалуженої деревоподібної форми, таким чином показуючи гіпотетичні зв'язки між різними групами організмів.
У 2009 році проєкт зіткнувся з проблемами фінансування з боку Університету Аризони. Надіслані сторінки та будиночки на деревах затверджувалися значно довше, оскільки їх перевіряла невелика група волонтерів, і, очевидно, приблизно у 2011 році проєкт заморозили.

## Історія
Ідея цього проєкту виникла наприкінці 1980-х років. Девід Меддісон працював над комп'ютерною програмою MacClade під час свого докторського дослідження. Це програма, яка дає уявлення про філогенетичні дерева видів. Він хотів розширити цю програму за допомогою функції, яка дозволяла користувачеві переглядати філогенетичні дерева та збільшувати масштаб інших нижчих або вищих таксонів.
Отже, ця асоціація не була унікальною в автономній програмі. У дослідників виникла ідея експортувати додаток у всесвітню мережу, і це було реалізовано в 1995 році. З 1996 по 2011 рік понад 300 біологів з усього світу додали веб-сторінки таксонів у браузер філогенії.

## Якість
Щоб забезпечити якість проєкту ToL, рада використала рецензування. Переглянуті сторінки були надіслані двом або трьом дослідникам, які спеціалізувалися на конкретному предметі. Є можливість відвідати особисту сторінку автора. Якщо це недоступно, установа завжди знаходиться у виносці. Повна структура дерева, яка містила 35 960 видів до припинення роботи веб-сайту, доступна для завантаження як набір даних у форматі CSV.